# Має (Альє)
Має́ (фр. Maillet) — колишній муніципалітет у Франції, у регіоні Овернь-Рона-Альпи, департамент Альє. Населення — 373 осіб (2011).
Муніципалітет був розташований на відстані близько 270 км на південь від Парижа, 85 км на північний захід від Клермон-Феррана, 55 км на захід від Мулена.

## Історія
До 2015 року муніципалітет перебував у складі регіону Овернь. Від 1 січня 2016 року належав до нового об'єднаного регіону Овернь-Рона-Альпи.
1 січня 2016 року Має, Живарле i Луру-Одман було об'єднано в новий муніципалітет О-Бокаж.

## Демографія
Динаміка населення (INSEE ):
Розподіл населення за віком та статтю (2006):
| Стать | Всього | До 15 років | 15-24 | 25-44 | 45-64 | 65-85 | Понад 85 |
| --- | ------ | ----------- | ----- | ----- | ----- | ----- | -------- |
| Чоловіки | 194    | 44          | 20    | 65    | 28    | 37    | 0        |
| Жінки | 165    | 28          | 12    | 69    | 28    | 28    | 0        |
| \| Статево-вікова піраміда \| Статево-вікова піраміда \| Статево-вікова піраміда \| \| ----------------------- \| ----------------------- \| ----------------------- \| \| Чоловіки \| Вік \| Жінки \| \| 0 \| 85 + \| 0 \| \| 4 \| 80-84 \| 4 \| \| 4 \| 75-79 \| 8 \| \| 4 \| 70-74 \| 8 \| \| 25 \| 65-69 \| 8 \| \| 4 \| 60-64 \| 8 \| \| 4 \| 55-59 \| 4 \| \| 12 \| 50-54 \| 4 \| \| 8 \| 45-49 \| 12 \| \| 37 \| 40-44 \| 12 \| \| 8 \| 35-39 \| 29 \| \| 12 \| 30-34 \| 20 \| \| 8 \| 25-29 \| 8 \| \| 8 \| 20-24 \| 0 \| \| 12 \| 15-20 \| 12 \| \| 20 \| 10-14 \| 0 \| \| 12 \| 5-9 \| 16 \| \| 12 \| 0-4 \| 12 \| |        |             |       |       |       |       |          |
| Статево-вікова піраміда |        |             |       |       |       |       |          |
| Чоловіки | Вік    | Жінки       |       |       |       |       |          |
| 0 | 85 +   | 0           |       |       |       |       |          |
| 4 | 80-84  | 4           |       |       |       |       |          |
| 4 | 75-79  | 8           |       |       |       |       |          |
| 4 | 70-74  | 8           |       |       |       |       |          |
| 25 | 65-69  | 8           |       |       |       |       |          |
| 4 | 60-64  | 8           |       |       |       |       |          |
| 4 | 55-59  | 4           |       |       |       |       |          |
| 12 | 50-54  | 4           |       |       |       |       |          |
| 8 | 45-49  | 12          |       |       |       |       |          |
| 37 | 40-44  | 12          |       |       |       |       |          |
| 8 | 35-39  | 29          |       |       |       |       |          |
| 12 | 30-34  | 20          |       |       |       |       |          |
| 8 | 25-29  | 8           |       |       |       |       |          |
| 8 | 20-24  | 0           |       |       |       |       |          |
| 12 | 15-20  | 12          |       |       |       |       |          |
| 20 | 10-14  | 0           |       |       |       |       |          |
| 12 | 5-9    | 16          |       |       |       |       |          |
| 12 | 0-4    | 12          |       |       |       |       |          |

## Економіка
2010 року серед 234 осіб працездатного віку (15—64 років) 178 були активними, 56 — неактивними (показник активності 76,1%, у 1999 році було 69,6%). З 178 активних мешканців працювали 154 особи (88 чоловіків та 66 жінок), безробітними було 24 (14 чоловіків та 10 жінок). Серед 56 неактивних 19 осіб було учнями чи студентами, 11 — пенсіонерами, 26 були неактивними з інших причин.

У 2010 році у муніципалітеті числилось 138 оподаткованих домогосподарств, у яких проживали 346,5 особи, медіана доходів виносила 15 106 євро на одного особоспоживача.